# Saksofon basowy
Saksofon basowy (skrót: sxf b) – instrument dęty drewniany z grupy aerofonów stroikowych, typ saksofonu o donośnym i niskim brzmieniu.

## Historia
Saksofon basowy w stroju C był pierwszym rodzajem saksofonu zaprezentowanym przez jego wynalazcę, Adolphe’a Saxa w 1841 roku. Opisał go w stroju B pod numerem 2 w patencie nr 3226 z 21 marca 1846 roku na osiem saksofonów. Pierwsze publiczne wykonanie muzyki na saksofon basowy nastąpiło 3 lutego 1844 roku w Paryżu, Adolphe Sax wykonał wówczas partię saksofonu basowego w aranżacji sekstetu Hectora Berlioza pt. Chant sacré. Berlioz bardzo docenił brzmienie saksofonu i uważał, że wówczas nie było w użyciu instrumentu basowego porównywalnego z saksofonem. W latach 50. XIX wieku powstawały sporadycznie kompozycje muzyki klasycznej z partiami saksofonu basowego, jednak dużo bardziej był on popularny we francuskich orkiestrach wojskowych w latach 70. XIX wieku.
Kompozytor i kapelmistrz Patrick Gilmore jako jeden z pierwszych wykorzystywał wynalazek Saxa w latach 80. XIX wieku w swoich orkiestrach. Po nim np. John Sousa często używał saksofonu basowego w swojej orkiestrze. W pierwszym stuleciu istnienia saksofonu basowego muzykę z istotnymi partiami na ten instrument pisali m.in. Percy Grainger, Giacomo Puccini, Arnold Schönberg.
Szczyt produkcji saksofonów basowych przypadł na lata 20. XX wieku. W USA instrumenty te produkowały wówczas m.in. firmy Buescher Band Instrument Company oraz Conn. W Europie takie saksofony produkukował i produkuje nadal np. Selmer. W latach 30. XX wieku saksofon basowy pojawiał się w większych orkiestrach i big-bandach. Amerykańska produkcja saksofonów zwolniła podczas II wojny światowej z racji na ograniczony dostęp do brązu i materiałów niezbędnych do budowy saksofonów. W związku ze zmieniającymi się trendami muzycznymi oraz pojawieniem się elektrycznych wzmacniaczy donośne saksofony basowe straciły na popularności w latach 40. i 50. XX wieku, ich większy rozmiar również miał na to wpływ.  Sporadycznie pojawiały się kompozycje brodwayowskie z wykorzystaniem instrumentu, m.in. musical West Side Story. Wzrost popularności nastąpił w połowie lat 70. XX wieku.
Saksofon basowy pojawia się np. w niszowych zespołach odtwarzających brzmienie jazzu lat 20. XX wieku oraz w jazzie współczesnym. Po saksofon basowy sięgali także kompozytorzy i instrumentaliści jazzowi, np. Anthony Braxton i Roscoe Mitchell, jak również kompozytorzy muzyki poważnej, np. w utworze Prelude Fugue and Riffs Leonarda Bernsteina z 1955 roku pojawia się partia na saksofon basowy.
Josef Škvorecký napisał nowelę bądź powieść pt. Saksofon basowy, w której wyraził jazzową afirmację życia.

## Budowa
Współczesne saksofony basowe są zwykle budowane w stroju B, o oktawę niżej niż w przypadku saksofonu tenorowego. Ich zakres to przeważnie B1–es1, mogą zastąpić np. kontrafagot w orkiestracji. Gra na tym instrumencie jest trudna, a brzmienie niskie i donośne.
Saksofony basowe są zbliżone budową do innych saksofonów, różnią się głównie dłuższą załamaną czarą głosową. Fajka jest umieszczona niemal pod kątem prostym do korpusu. Konstrukcyjnie rozróżnia się modele Long Wrap i Short Wrap w zależności od budowy czary głosowej. Z uwagi na swoje rozmiary, instrument podczas gry może być oparty o podłoże na podstawce (peg). Zalecana jest gra z wykorzystaniem statywu; waga instrumentu bez futerału waha się od 7,5 kg do blisko 11 kg, a długość korpusu wynosi około 130 cm. Produkuje się ustniki specjalnie do saksofonu basowego, ale można też używać tych przeznaczonych do saksofonu barytonowego.

## Saksofoniści basowi

### Jazz
Jednym z najbardziej rozpoznawalnych saksofonistów basowych 1. połowy XX wieku był Adrian Rollini (ostatnie nagranie na saksofon basowy zarejestrował w 1938 roku) i Spencer Clark. W młodości na saksofonie basowym grał np. Coleman Hawkins, wykorzystał go także np. Duke Ellington. Muzycy jazzowi grający na saksofonie basowym to m.in.: Hamiet Bluiett, Peter Brötzmann, James Carter, Spencer Clark, Jan Garbarek (na płycie Red lanta), Vince Giordano, Harry Gold, Vinny Golia, Joseph Jarman, Otto Hardwick, Stan Kenton, Brian Landrus, Min Leibrook, Michael Marcus, J.D. Parran, Boyd Raeburn, Frans Sjöström, Scott Robinson, Colin Stetson, Mikołaj Trzaska, Charlie Ventura, Stefan Zeniuk.

### Rock
Muzycy rockowi grający na saksofonie basowym to m.in.: Ralph Carney z zespołu Tin Huey, Dana Colley z Morphine, Kellie Evett z The Hooten Hallers, John Linnell z They Might Be Giants, Kurt McGettrick, który grał z zespole Franka Zappy, Angelo Moore z zespołu Fishbone, Rodney Slater z Bonzo Dog Doo-Dah Band, Michael Wilbur z Moon Hooch.